# Wendelstein (Bavière)
Pour les articles homonymes, voir Wendelstein.
Wendelstein est une commune de Bavière (Allemagne), située dans l'arrondissement de Roth, dans le district de Moyenne-Franconie.

## Personnalités liées à la ville
- Jean Cochlaeus (1479-1562), théologien né à Wendelstein.
- Siegfried Wentz (1960-), athlète né à Röthenbach bei Sankt Wolfgang.